# Vidensorganisation
 Der er for få eller ingen kildehenvisninger i denne artikel, hvilket er et problem. Du kan hjælpe ved at angive troværdige kilder til de påstande, som fremføres i artiklen.

Vidensorganisation er et begreb, der anvendes i forskellige fagområder, herunder Biblioteks- og informationsvidenskab (B&I), filosofi, psykologi, sociologi og ledelsesstudier. Denne artikel er skrevet ud fra et B&I-perspektiv, der i vid udstrækning forudsætter de øvrige perspektiver.
I B&I-perspektiv handler vidensorganisation om at gøre dokumenteret viden tilgængelig på en måde, hvor den let kan genfindes. Dette indbefatter blandt andet, at informationerne skal struktureres (katalogisering og klassifikation), og lagres på en hensigtsmæssig måde ved at udvikle værktøjer, systemer og processer, der muliggør informationssøgning.
I snæver forstand er sådanne systemer og processer afgrænset til biblioteker og informationssystemer. I videre forstand som fx arbejdsdelingen i samfundet.

## Systemer
Vidensorganiserende systemer omfatter i snæver forstand bibliografiske klassifikations- og indekseringssystemer, tesauri, ontologier m.v. I bred forstand videnskabelige discipliner, vidensorganisering i sprog, medier, begrebssystemer m.v.

## Processer
Vidensorganiserende processer omfatter i snæver forstand beskrivelse, klassifikation, indeksering og sammenfatning af dokumenter eller informative objekter. I bredere forstand omfatter det enhver form for social organisering med henblik på produktion, formidling og udnyttelse af viden.